# Burgstall Pruppach
Der Burgstall Pruppach befindet sich im Gebiet von Pruppach, heute ein Ortsteil des Oberpfälzer Marktes Pyrbaum im Landkreis Neumarkt in der Oberpfalz von Bayern. Der Ringwall liegt unmittelbar über dem Südostrand von Pruppach in der Waldabteilung Burgstall. Die Anlage ist mit der Denkmalnummer D-3-6733-0002 als mittelalterlicher Burgstall im Denkmalatlas von Bayern aufgeführt. Irrtümlich wird der Burgstall bisweilen als Überrest einer Keltenschanze bezeichnet.

## Beschreibung

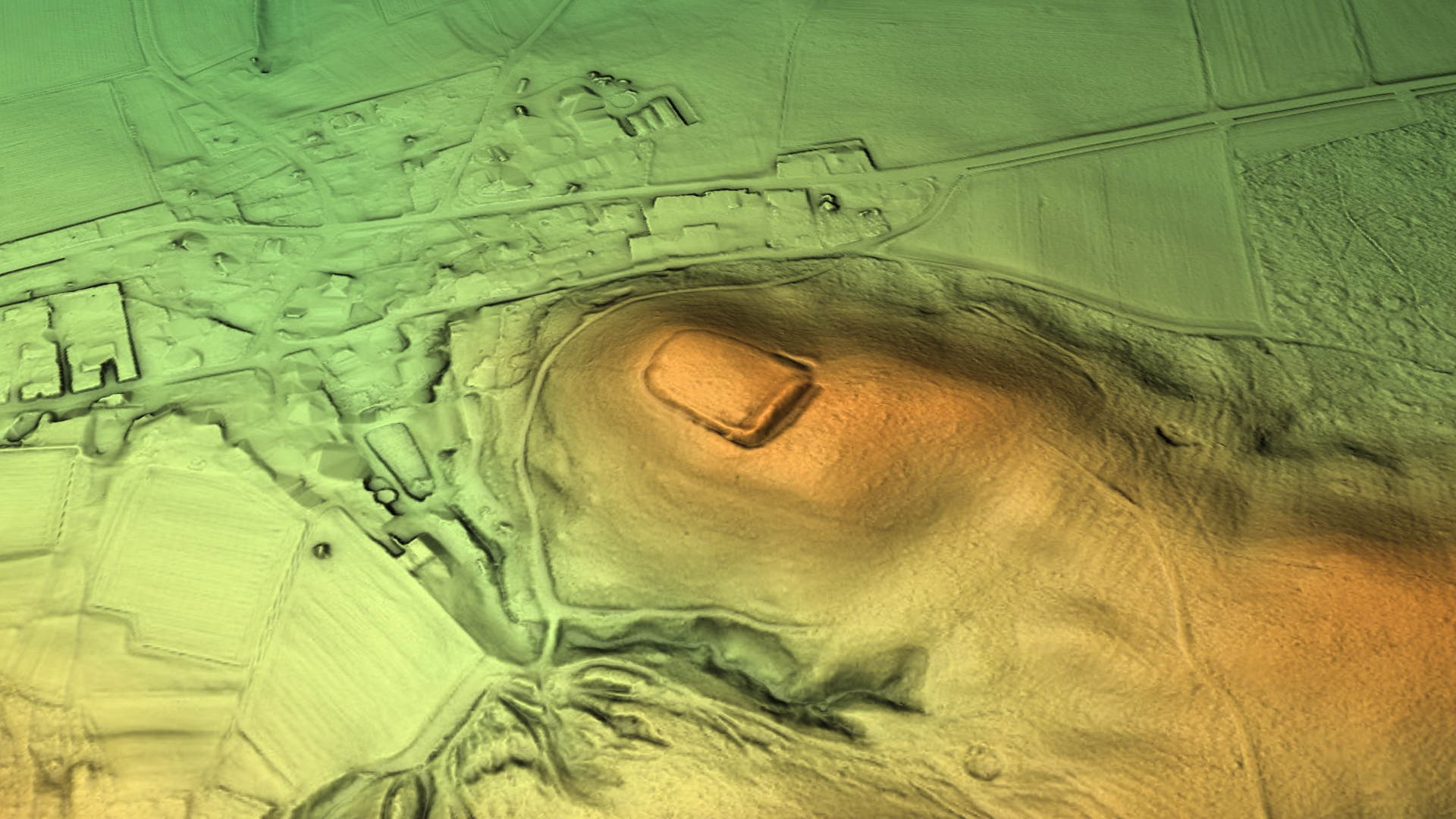
3D-Ansicht des digitalen Geländemodells

Auf dem Nordwestende eines bewaldeten Höhenrückens trennt ein Abschnittsgraben mit einem Innenwall eine ebene Fläche von etwa 73 × 55 m vom Rückland ab. Der Graben biegt an der Südwestecke nach innen ein, dann folgt er schwach ausgeprägt der oberen Hangkante bis zur Spitze, umfährt sie und setzt dann aus. Im Südwesten knickt der Wall nur für ein kurzes Stück ein. Entlang der Nordostseite findet sich eine ca. 1 m hohe Stufe.

## Geschichte
In Pruppach war der Sitz des ortsadeligen Geschlechtes der Herren von Pruppach, so wird 1265 hier ein Konrad von Bruggebach genannt.
Ein Nyclas von Prupperch tritt im Jahr 1348 als Ministeriale der Wolfsteiner als Landrichter von Hirschberg auf, wobei bereits am 28. Januar 1268 Wolfsteiner Dienstmänner zu Pruppach genannt werden bzw. Pruppach noch im 18. Jahrhundert zum Herrschaftsgebiet der Wolfsteiner zählt. Ein Zweig der Wolfsteiner hatte im benachbarten Pyrbaum ein Zentrum ihres Besitzes.